# Sylvain Mirande
Pour l’article homonyme, voir Mirande (homonymie).

a Compétitions nationales et continentales officielles uniquement.

Sylvain Mirande, né le 30 juin 1984 à Cognac, est un joueur français de rugby à XV évoluant au poste de centre. Il se reconvertit ensuite en tant qu'entraîneur.

## Biographie
Né à Cognac, Sylvain Mirande fait ses débuts à l'école de rugby de la commune, l'US Cognac à partir de 1991[réf. nécessaire], il rejoint le centre de formation du SU Agen à l'intersaison 2000.
Il fait partie de la première promotion « Bellejame » du pôle France du Centre national du rugby de Linas-Marcoussis lors de la saison 2002-2003 aux côtés de, entre autres, Florian Fritz, Virgile Lacombe et Romain Cabannes.
Il est sacré champion de France espoirs en 2004 avec le groupe agenais. Cette même saison, il a fait ses débuts avec le groupe professionnel, participant à une rencontre de Coupe d'Europe. Il évolue ensuite à plein temps avec l'équipe première à partir de la saison 2004-2005.
Après une saison jouée en Pro D2 avec le club agenais, pour un total de huit années sous le maillot lot-et-garonnais, il fait son retour en première division en rejoignant en 2008 le Montpellier HR. Il est titulairisé lors de la finale de Top 14 en 2011 avec le club héraultais, perdue contre le Stade toulousain.
Alors que son entraîneur Fabien Galthié lui avait annoncé en début d'année qu'il ne serait pas nécessairement le premier choix pour les places de centre titulaire à Montpellier lors de la saison 2011-2012, et après de premiers contacts au printemps avec son ancien entraîneur d'Agen David Darricarrère, Mirande rejoint ainsi l'US Dax ; il signe un contrat d'une année plus une optionnelle et rejoint le club rouge et blanc avec son coéquipier Jean-Matthieu Alcalde.
Après deux saisons dans le Sud des Landes, il s'engage en 2013 avec le club voisin, le Stade montois. Il y reste pendant quatre saisons, durant lesquelles il atteint à trois reprises les phases finales, notamment en 2015 où il s'incline en finale contre le SU Agen.
Non reconduit au terme de la saison 2016-2017, il met un terme à sa carrière de joueur et s'engage avec le Stade langonnais en Fédérale 1, en tant qu'entraîneur des arrières. Après la relégation du club girondin en Fédérale 2 en 2019, il est démis de ses fonctions.
Libéré de ses obligations d'entraîneurs, il reprend une licence de joueur et rejoint le club du RC Bon-Encontre en Fédérale 3, où évolue entre autres son frère Justin Mirande. En parallèle, il lance sa reconversion extra-sportive et devient co-gérant d'une boulangerie de Marmande, associé à son ancien coéquipier Vassili Bost, ; près de deux ans plus tard, il ouvre une deuxième enseigne sur Agen,.
En novembre 2020, il est nommé entraîneur des arrières du SU Agen aux côtés du nouveau manager Régis Sonnes et de l'entraîneur des avants Djalil Narjissi. Narjissi quitte finalement l'encadrement un mois plus tard à la suite de désaccords avec Sonnes sur le management de l'équipe et sera remplacé par David Ortiz. Fin octobre 2021, alors que le club a été entre-temps relégué en Pro D2 et que Sonnes a été démis de ses fonctions après les mauvais résultats de l'ouverture du championnat, le rôle de Mirande et Ortiz est confirmé au sein du SU Agen, assurant l'intérim à la tête de l'équipe jusqu'à la fin de la saison.
En janvier 2023, Mirande est nommé entraîneur des arrières de l'équipe de France féminine, rejoignant son ancien binôme David Ortiz, l'un des deux entraîneurs-sélectionneurs de la sélection française.

## Palmarès
- Championnat de France de première division :
  - Vice-champion : 2011 avec le Montpellier Hérault rugby.
- Championnat de France espoirs :
  - Champion : 2004 avec le SU Agen.

## Statistiques en équipe nationale
- International -17 ans (participation à une tournée en Nouvelle-Zélande)[réf. nécessaire].
- International -18 ans (participation à une tournée en Afrique du sud, Tournoi des Cinq Nations)[réf. nécessaire].
- International -19 ans (participation au championnat du monde 2003 en France : 6 sélections)[réf. nécessaire].
- International -21 ans (participation au championnat du monde 2005 en Argentine : 11 sélections, 1 essai)[réf. nécessaire].
- International universitaire (2 sélections en 2004 contre l'Angleterre)[réf. nécessaire].

## Bilan en tant qu'entraîneur
| Saison    | Club             | Division   | Poste                   | Classement | Coupe d'Europe | Challenge européen            |
| --------- | ---------------- | ---------- | ----------------------- | ---------- | -------------- | ----------------------------- |
| 2017-2018 | Stade langonnais | Fédérale 1 | Entraîneur des arrières | 9e         | —              | —                             |
| 2018-2019 | Stade langonnais | Fédérale 1 | Entraîneur des arrières | 11e        | —              | —                             |
| 2020-2021 | SU Agen          | Top 14     | Entraîneur des arrières | 14e        | —              | Éliminé en huitième de finale |
| 2021-2022 | SU Agen          | Pro D2     | Entraîneur des arrières | 13e        | —              | —                             |